# 綾小路清隆
綾小路清隆（日语：／）是由衣笠彰梧創作的輕小說作品《歡迎來到實力至上主義的教室》的主角。他是故事中高度育成高中1年D班的男學生。在2年級篇時晉級。

## 設計
作者衣笠彰梧描繪的主角基本上都屬於「俺TUEEE」系，綾小路清隆也採用了相同的設定。插畫負責人知世俊作表示，衣笠創造的主角性格通常都是「一開始看起來很普通，但突然間變得超強」，對此衣笠說「如果主角只是毫無意義地強大，並不會讓讀者覺得有趣」。
衣笠指出，角色在電視動畫中被描繪出來時，他們的性格就會變得更加明確，這在原作小說中也有出現，綾小路清隆也是如此。到1年級篇第2卷為止，都是故事的簡介，為了避免讀者難以接受，而加入了一些大家都喜歡的元素，但這並不是衣笠自己的強項。衣笠在2022年出版的《這本輕小說真厲害！2023》中指出，他之後會專注於自己擅長描寫的主角形象。清隆的角色性格一開始不明顯，但衣笠透露，透過原作小說反映到電視動畫中，能夠明確地呈現出清隆的角色性格。此外，衣笠指出清隆在故事中的描寫是整個作品的一個重要主題，一般的主角通常會透過與女主角、競爭對手、朋友的交流而發生變化，但清隆的本質在於保持不變，這也是他的缺點之一。
知世俊作表示在綾小路清隆的角色美術設計中，因為衣笠指定的個性是「帥氣但有點迷糊」，所以在創作上遇到了一些困難。另一方面，他也提到這是一個畫起來很有趣的角色，因為平常迷糊的表情和鮮明的表情之間形成了對比。

### 配音
2015年5月22日，關於《歡迎來到實力至上主義的教室》的特別動畫在YouTube上發布。在這個動畫中，花江夏樹為綾小路清隆配音。
《歡迎來到實力至上主義的教室》的電視動畫於2017年7月開始播放，在這部動畫中，千葉翔也擔任綾小路清隆的聲優。此外，本作於2022年3月宣布將製作續集，對千葉來說，這是他第一次主演作品的續集。
原作小說和電視動畫版在故事初期對綾小路清隆的描寫存在差異。在原作小說中，清隆被描寫成一個普通的高中生，表現出情緒緊張等特徵。但在電視動畫版中，清隆則呈現出無感情的特徵，被描寫為一個相當與眾不同的存在。這些差異是由千葉故意安排的，他在animate Times的訪談中透露，千葉表示他受到導演岸誠二和音響導演飯田里樹的指示，要表現出「一點感情都無法理解的感覺」，以及「說話聽起來只是在念稿子的感覺」。儘管周圍的普通成員對千葉的演技感到困惑，但千葉最終還是成功地在整個演出中保持了這一風格，原因是他希望在最後一集讓觀眾意識到清隆的人性。千葉回顧了他與堀北鈴音的互動，說「儘管表面上看起來像是互相合拍，但其實我特意製造出一種不太合拍的感覺。對於直截了當的拒絕，綾小路會以輕鬆的對話方式應對」。
在第一季中千葉的配音無法解讀出綾小路清隆的情感，然而在第二季中，與第一季相比，千葉的演技更加細膩，能感受到更多清隆的微妙差異。飯田猜測這是因為千葉的演技提升了，並表示他自己對千葉提出的指示仍然與第一季相同。千葉本人也提到了這一點，他在演技中展現了比第一季更細緻的模式，例如「展現接近清隆真實感受的東西，或者相反地展現出他的真實感受」等。

## 作品中設定

### 經歷
清隆就讀於名校高度育成高中。在入學考試中，他的表現敷衍，因此被安排到了充滿問題學生的1年D班。坐在他旁邊的同學堀北鈴音目標是晉升到A班，於是清隆決定協助她。在隱藏自己高超實力的同時，清隆解決了一系列同學們的問題，他解決了須藤健的退學危機和暴力事件，並幫助佐倉愛里免受騷擾。
進入二年級後，清隆在數學考試中取得了全年級唯一的滿分。這一成就使得他一直以來隱藏的實力逐漸被周圍所知曉。

### 人物形象
清隆來自天才培育機構「White Room」，其非凡的能力正是該機構優秀培育的結果。清隆在學術和身體能力上都十分優秀，甚至有與戰鬥專家對抗並可能獲勝的經驗。因為他希望過著平凡的校園生活，所以對外他試圖營造出能力平平的形象。在入學考試中，他故意將所有科目的分數控制在50分，以此隱藏他遠超常人的能力。在入學初期，由於不太了解「一般的高中生」的實際情況，清隆曾試圖改變口吻、提高情緒、比平時多說話等，以扮演普通高中生的角色，但他很快發現這很麻煩，於是放棄了。
清隆在班級中保持低調，不太引人注目，並且性格上顯得缺乏動力。他的情感難以捉摸，帶有神秘感，說話時也缺乏語調。儘管如此，他在一年級女生的帥哥排名中名列第五，多位女生評價他相當「帥氣」。鈴音甚至評價他的體態很好。清隆的人際關係相對淡薄，他選擇合作夥伴的標準很高。即便如此，他已經與鈴音、平田洋介、以及B班的領導人一之瀬帆波等班上的核心人物建立了聯繫。他沒有特別喜歡的地方，討厭循規蹈矩。

## 評價

### 評論
編輯兼作家的飯田一史對綾小路清隆的評價是：「雖然他內心冷酷，但表面上卻表現得很關心他人。他作為一個心理專家，通過深入對方的過去和內心的探討，贏得信任，給讀者留下深刻的印象」。
評論家兼作家谷口利一認為綾小路清隆和《彈珠汽水瓶裡的千歲同學》的主角千歲朔是相反的角色。千歲朔在高中發生的各種事件中，被多位天才包圍，展現了對現實生活的享受；相比之下，綾小路清隆在才華潛伏的同時，展現了對黑暗生活的享受，對於這種具有神秘、隱匿或隱藏面向的表現，吸引了許多粉絲。谷口還指出，綾小路清隆是「俺TUEEE」的英雄，他用巧妙的策略打破絕境，破解敵人的陰謀，最終取得勝利。他將自己的功績歸功於同學們，如堀北鈴音和櫛田桔梗，並在背後默默付出，這與許多「俺TUEEE」中的英雄不同，展現了獨特的魅力。然而，谷口也指出綾小路清隆的疑慮，因為他的親切心可能不是為了提拔周圍的人，而是為了自己的利益，這使得他難以被稱讚，就像《魔法科高中的劣等生》中的主角司波達也一樣。
文藝評論家形容在電視動畫中，綾小路清隆的聲音是「毫無活力，沒有幹勁」，在眾多充滿喜怒哀樂的角色中，對綾小路清隆的聲音留下了深刻的印象。此外，他在與多位角色進行後宮發展和涉及戀愛元素的對話中，保持不變的聲音，使他成為輕小說原作動畫中不尋常的主角。
網站動畫新聞網的作家Paul Jensen在觀看電視動畫第1集時，評價綾小路清隆、堀北鈴音和櫛田桔梗分別與《果然我的青春戀愛喜劇搞錯了。》中的比企谷八幡、雪之下雪乃和由比濱結衣非常相似。特別是綾小路清隆的旁白風格使人聯想到《果然我的青春戀愛喜劇搞錯了。》。
網站EPICSTREAM的作家Rainee Yee對綾小路清隆的評價是，他不是普通角色，非常聰明，專注於自己的事情，有忽視幾乎所有對自己不利的對手的傾向。

### 《這本輕小說真厲害！》的評價
在《這本輕小說真厲害！》的男性角色部門中，自2017年起已連續8年進入前10名；自2019年起已連續4年獲得第1名。

另外，2019年以約兩倍的分數差距打敗第二名的梓川咲太；2020年更以超過三倍的分數差距打敗第二名的斐迪南。

| 年份 | 獎項                   | 部門         | 名次   | 備註         |
| ---- | ---------------------- | ------------ | ------ | ------------ |
| 2016 | 這本輕小說真厲害！2017 | 男性角色部門 | 第23名 |              |
| 2017 | 這本輕小說真厲害！2018 | 男性角色部門 | 第10名 |              |
| 2018 | 這本輕小說真厲害！2019 | 男性角色部門 | 第4名  |              |
| 2019 | 這本輕小說真厲害！2020 | 男性角色部門 | 第1名  |              |
| 2020 | 這本輕小說真厲害！2021 | 男性角色部門 | 第1名  | 連續2年第1名 |
| 2021 | 這本輕小說真厲害！2022 | 男性角色部門 | 第1名  | 連續3年第1名 |
| 2022 | 這本輕小說真厲害！2023 | 男性角色部門 | 第1名  | 連續4年第1名 |
| 2023 | 這本輕小說真厲害！2024 | 男性角色部門 | 第3名  |              |
| 2024 | 這本輕小說真厲害！2025 | 男性角色部門 | 第4名  |              |

| 年份 | 獎項                   | 角色  | 角色       | 獲得點數 | 來源   |
| ---- | ---------------------- | ----- | ---------- | -------- | ------ |
| 2019 | 這本輕小說真厲害！2020 | 第1名 | 綾小路清隆 | 1360點   | [ 46 ] |
| 2019 | 這本輕小說真厲害！2020 | 第2名 | 梓川咲太   | 690點    | [ 46 ] |
| 2019 | 這本輕小說真厲害！2020 | 第3名 | 上条當麻   | 579點    | [ 46 ] |
| 2020 | 這本輕小說真厲害！2021 | 第1名 | 綾小路清隆 | 3504點   | [ 47 ] |
| 2020 | 這本輕小說真厲害！2021 | 第2名 | 斐迪南     | 1150點   | [ 47 ] |
| 2020 | 這本輕小說真厲害！2021 | 第3名 | 比企谷八幡 | 1061點   | [ 47 ] |
| 2021 | 這本輕小說真厲害！2022 | 第1名 | 綾小路清隆 | 2757點   | [ 48 ] |
| 2021 | 這本輕小說真厲害！2022 | 第2名 | 千歳朔     | 1750點   | [ 48 ] |
| 2021 | 這本輕小說真厲害！2022 | 第3名 | 比企谷八幡 | 916點    | [ 48 ] |
| 2022 | 這本輕小說真厲害！2023 | 第1名 | 綾小路清隆 | 2565點   | [ 52 ] |
| 2022 | 這本輕小說真厲害！2023 | 第2名 | 千歳朔     | 1835點   | [ 52 ] |
| 2022 | 這本輕小說真厲害！2023 | 第3名 | 藤宮周     | 984點    | [ 52 ] |

### 人氣投票／讀者問卷／選拔
在由《アキバ総研》經營的動畫門戶網站上進行的官方投票計畫「2017夏季動畫主演聲優人氣投票【男性編】」中，綾小路清隆的聲優千葉翔也獲得了第一名。《アニメ！アニメ！》舉辦的讀者問卷調查中，以「誰是天才動畫角色？（2020年度版）」為主題的調查中，他獲得了第七名；而在以「2017年最耀眼的主角是誰？」為主題的調查中，他也獲得了第七名。此外，在以「（千葉翔也飾演的）角色中，最喜歡哪一個？」為主題的讀者問卷中，他獲得了第二名。
在網站《漫畫書資源網》進行的「沒有夢想也沒有希望的動畫英雄前十名」中，他獲得了第二名。該網站的作家兼評論專家Reyane Alfraih在撰寫這份排名時評論說：「綾小路清隆知道當一個人受到關注時，有必要設定並實現具體目標，因此在成為班級的一員時，他暗中活動，以免被任何人指責。此外，儘管表面上他聲稱『想交朋友』，實際上卻並不重視與人的聯繫」。此外，在該網站進行的「聰明（但懶惰）的動畫角色前十名」中，他獲得了第九名。該網站的作家Deja Williams在評論中表示：「綾小路清隆乍看之下是一個不起眼的普通男學生，他自己也希望如此。由於他總是顯得無聊，因此可能給人懶散的印象，但實際上他非常聰明，他的能力從一開始就給人留下深刻印象」。

## 腳註

### 來源
1. 1 2  このラノ2022 (2021)，第18頁.
2. 1 2  メガミマガジン2017/9 (2017)，第52頁.
3. 1 2  メガミマガジン2022/8 (2022)，第73頁.
4. 1 2  . Twitter.   [2023-12-21]. （原始内容存档于2022-04-09） （日语）.
5. 1 2  . ねとらぼエンタ. 2017-05-01  [2023-12-21]. （原始内容存档于2022-04-08） （日语）.
6. 1 2  . GAMERANT. 2022-05-22  [2023-12-21]. （原始内容存档于2022-06-22） （英语）.
7. ↑  このラノ2020 (2019)，第38頁.
8. 1 2 3  このラノ2022 (2021)，第38頁.
9. ↑  . AERA.dot. 2021-04-29  [2022-04-30]. （原始内容存档于2022-05-03）.
10. 1 2 3  トモセシュンサク Art Works第1弾 (2017)，第106頁.
11. ↑  このラノ2023 (2022)，第54頁.
12. ↑  月刊ニュータイプ2022/9 (2022)，第24頁.
13. 1 2  月刊ニュータイプ2022/9 (2022)，第25頁.
14. ↑  トモセシュンサク Art Works第1弾 (2017)，第28頁.
15. ↑  . Anime Recorder. 2015-05-23  [2023-12-21]. （原始内容存档于2022-04-08） （日语）.
16. 1 2  アニメージュ2017/10 (2017)，第71頁.
17. ↑  . animate Times.   [2023-12-21]. （原始内容存档于2022-05-05） （日语）.
18. 1 2  . MANTANWEB (MANTAN). 2022-03-06  [2023-12-21]. （原始内容存档于2022-04-13） （日语）.
19. 1 2  月刊ニュータイプ2022/9 (2022)，第27頁.
20. 1 2 3 4 5  . animate Times. 2017-07-19  [2023-12-21]. （原始内容存档于2022-03-06） （日语）.
21. 1 2 3  . animate Times. 2022-03-07  [2023-12-21]. （原始内容存档于2022-04-30） （日语）.
22. ↑  月刊ニュータイプ2022/9 (2022)，第18頁.
23. ↑  このラノ2017 (2016)，第165頁.
24. 1 2 3 4 5 6 7 8 9  . マンガペディア.   [2023-12-21]. （原始内容存档于2022-04-08） （日语）.
25. 1 2  このラノ2018 (2017)，第46頁.
26. ↑  このラノ2016 (2015)，第136頁.
27. 1 2 3  . 4Gamer.net. 2017-08-31  [2023-12-21]. （原始内容存档于2022-04-08） （日语）.
28. ↑  . Anime News Network. 2017-08-16  [2023-12-21]. （原始内容存档于2021-12-02） （英语）.
29. ↑  . Real Sound. 2020-08-21  [2023-12-21]. （原始内容存档于2022-02-20） （日语）.
30. 1 2  このラノ2021 (2020)，第38頁.
31. 1 2  . Real Sound. 2020-08-21  [2023-12-21]. （原始内容存档于2022-04-08） （日语）.
32. ↑  輕小說/1年級篇第7卷 (2017).
33. 1 2  輕小說/2年級篇第1卷 (2020).
34. ↑  このラノ2019 (2018)，第39頁.
35. 1 2 3  アニメージュ2017/10 (2017)，第70頁.
36. 1 2  輕小說/1年級篇第1卷 (2015).
37. ↑  輕小說/1年級篇第11.5卷.
38. ↑  . Real Sound. 2020-12-30  [2023-12-21]. （原始内容存档于2022-04-08） （日语）.
39. ↑  . Real Sound. 2020-11-27  [2023-12-21]. （原始内容存档于2022-05-10） （日语）.
40. ↑  . リアルサウンド. 2022-08-01  [2023-12-21]. （原始内容存档于2022-08-03） （日语）.
41. ↑  . Anime News Network. 2017-07-12  [2023-12-21]. （原始内容存档于2023-11-25） （英语）.
42. ↑  . アニメ！アニメ！. 2022-05-19  [2023-12-21]. （原始内容存档于2022-05-21） （英语）.
43. ↑  このラノ2017 (2016)，第92頁.
44. ↑  このラノ2018 (2017)，第92頁.
45. ↑  このラノ2019 (2018)，第91頁.
46. 1 2  このラノ2020 (2019)，第87頁.
47. 1 2  このラノ2021 (2020)，第90頁.
48. 1 2  このラノ2022 (2021)，第90頁.
49. ↑  このラノ2023 (2022)，第94頁.
50. ↑  このラノ2024 (2023)，第93頁.
51. ↑  このラノ2025 (2024)，第103頁.
52. ↑  このラノ2023 (2022)，第94-95頁.
53. ↑  . アキバ総研. 2017-08-28  [2023-12-21]. （原始内容存档于2021-10-20） （日语）.
54. ↑  . アニメ！アニメ！. 2020-10-31  [2023-12-21]. （原始内容存档于2021-10-27） （日语）.
55. ↑  . アニメ！アニメ！. 2018-01-03  [2023-12-21]. （原始内容存档于2021-10-25） （日语）.
56. ↑  . アニメ！アニメ！. 2022-08-29  [2023-12-21]. （原始内容存档于2022-09-08） （日语）.
57. ↑  . CBR.COM. 2021-10-22  [2021-11-12]. （原始内容存档于2023-12-21） （英语）.
58. ↑  . CBR.COM. 2021-09-05  [2023-12-21]. （原始内容存档于2022-05-05） （英语）.

### 輕小說
- 衣笠彰梧（原作）／知世俊作（插圖）.  第1卷. 台灣角川. 2016-04-27. ISBN 978-986-473-040-7.
- 衣笠彰梧（原作）／知世俊作（插圖）.  第7卷. 台灣角川. 2018-08-16. ISBN 978-957-564-353-9.
- 衣笠彰梧（原作）／知世俊作（插圖）.  第11.5卷. 台灣角川. 2020-11-04. ISBN 978-986-524-058-5.
- 衣笠彰梧（原作）／知世俊作（插圖）.  第1卷. 台灣角川. 2021-02-04. ISBN 978-986-524-175-9.

### 相關書籍
- 衣笠彰梧. . KADOKAWA. 2017-09-23. ISBN 978-4-04-069291-3.

### 雜誌
- 三木浩也（發行） / 水谷隆介（編輯）. . 學研PLUS. 2017-07-29: 52. ASIN B071FMWJ94.
- 小宮英行（發行） / 川井久恵（編輯）. . 德間書店. 2017-10-10: 70–71. ASIN B074BNG11Z.
- 土本學（發行） / 水谷隆介（編輯）. . 學研PLUS. 2022-06-30: 73. ASIN B0B45LGNQ3.
- 青柳昌行（發行） / 角清人（編輯）. . KADOKAWA. 2022-08-10: 12–27. ASIN B0B6PYNB7F.

### 導覽書
- 《這本輕小說真厲害！》編輯部. . 寶島社. 2015-12-05. ISBN 978-4-8002-4766-7.
- 《這本輕小說真厲害！》編輯部. . 寶島社. 2016-12-08. ISBN 978-4-8002-6345-2.
- 《這本輕小說真厲害！》編輯部. . 寶島社. 2017-12-09. ISBN 978-4-8002-7798-5.
- 《這本輕小說真厲害！》編輯部. . 寶島社. 2018-12-08. ISBN 978-4-8002-9044-1.
- 《這本輕小說真厲害！》編輯部. . 寶島社. 2019-12-09. ISBN 978-4-8002-9978-9.
- 《這本輕小說真厲害！》編輯部. . 寶島社. 2020-12-08. ISBN 978-4-299-01056-8.
- 《這本輕小說真厲害！》編輯部. . 寶島社. 2021-12-09. ISBN 978-4-299-02264-6.
- 《這本輕小說真厲害！》編輯部. . 寶島社. 2022-12-10. ISBN 978-4-299-03647-6.
- 《這本輕小說真厲害！》編輯部. . 寶島社. 2023-12-09. ISBN 978-4-299-04899-8.
- 《這本輕小說真厲害！》編輯部. . 宝島社. 2024-12-10. ISBN 978-4-299-06183-6.

## 外部連結
- MF文庫J《歡迎來到實力至上主義的教室》官方網站 CHARACTER（日語）
  - MF文庫J《歡迎來到實力至上主義的教室》2年級篇官方網站 CHARACTER 綾小路清隆（日語）
- 電視動畫《歡迎來到實力至上主義的教室》官方網站 CHARACTER（日語）